# Getbol, các bãi triều của Hàn Quốc
Getbol, các bãi triều của Hàn Quốc bao gồm 4 phần riêng biệt nằm trên bờ biển phía tây nam và nam thuộc các tỉnh Chungcheong Nam, Jeolla Bắc và Jeolla Nam của Hàn Quốc, nhìn ra biển Hoàng Hải. Nó có hệ sinh thái đa dạng với 2.150 loài động thực vật, trong đó có ít nhất 22 loài bị đe dọa trên tòa cầu. Ngoài việc cung cấp môi trường sống quan trọng cho 118 loài chim di cư, đây còn là nơi sinh sống của 47 loài đặc hữu và 5 loài động vật không xương sống biển có nguy cơ tuyệt chủng. Năm 2021, nó được UNESCO công nhận là Di sản thế giới và trở thành Di sản thiên nhiên thứ hai tại Hàn Quốc sau Đảo núi lửa Jeju và các ống nham thạch.

## Mô tả
Di sản này bao gồm 4 phần riêng biệt nằm ở phía tây và tây nam Hàn Quốc, bên bờ biển Hoàng Hải là Boseong-Suncheon, Gochang, Seocheon và Shinan. Chúng đều là 4 khu bảo tồn ngập nước, một phần đã được công nhận là vùng đất ngập nước có tầm quan trọng quốc tế.
Tổng diện tích các bãi triều ở Hàn Quốc là 2489,4 kilômét vuông, chiếm khoảng 2,4% lãnh thổ cả nước. Trong đó có khoảng 83% nằm ở bờ biển phía tây và phần còn lại nằm ở bờ biển phía nam. Phần được công nhận là Di sản thế giới chiếm một nửa diện tích các bãi triều của Hàn Quốc.
Khu vực ven biển bao gồm các bãi triều có địa chất, thủy văn, khí hậu theo thời gian và đã được xác định là đới bồi tích ven biển lớn và phức tạp.
Tại đây còn có các cửa sông, vịnh mở, ao và đảo nhỏ. Nó có hệ sinh thái đa dạng với khoảng 2.150 loài động thực vật, trong đó ít nhất có 22 loài bị đe dọa trên toàn cầu. Hệ động vật đáng chú ý gồm 47 loài không xương sống như bạch tuộc, cua, ốc,... trong đó có 5 loài động vật có nguy cơ tuyệt chủng. Đáng chú ý nhất trong số đó phải kể tới Cá heo không vây sông Dương Tử, dẽ mỏ thìa, hạc trắng Á Đông, sếu mào. Các bãi triều cũng là điểm dừng chân quan trọng của 118 loài chim di trú trên đường từ Đông Á tới Úc và ngược lại, cung cấp môi trường sống và nơi kiếm ăn quan trọng cho nhiều loài chim nước bị đe dọa.
Các loài đặc hữu gồm ruốc nhỏ, cua mắt to Nhật Bản (Macrophthalmus japonica), cua huỳnh đế sữa (Austruca lactea), cua cát, ốc biển (Umbonium thomasi), nghêu..